# Строфы Нирузама

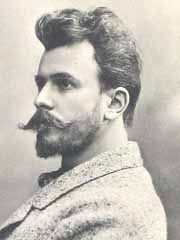
Константин Мазурин

«Строфы Нирузама» — поэтический сборник, изданный в 1901 году в Москве с указанием «Вольный перевод К. Герра» («К. Герра» — один из псевдонимов русского поэта и критика Константина Мазурина). В предисловии указывалось, что сборник основан на древней рукописи стихов персидского поэта Нирузама, жившего в середине X века. Как выяснилось позднее, книга представляет собой литературную мистификацию Мазурина, которую читатели и критики разгадали не сразу. Как было установлено, издание основывалось на тексте 110 рубай персидского поэта Омара Хайяма. Книга Мазурина считается первым опытом издания сборника русских стихотворных переводов Хайяма.

## Публикация и приём
До появления «Строф Нирузама» Мазурин (под псевдонимами, в том числе К. Герра) опубликовал несколько поэтических книг: «Лирика любви» (1891), «История одной любви» (1897), поэма «Жизнь» (1898), «Эпизоды» (1900). Согласно предпосланной «Строфам» легенде, во время продолжительного пребывания на Востоке к автору случайно попала древняя рукопись стихов персидского поэта Нирузама, жившего в Хорасане, в середине X века. Он познакомился с произведением благодаря радушному хозяину дома, который заметив: «во мне интерес, возникший к этому древнему памятнику персидской литературы, имел терпение подстрочно переводить строфы сказанной рукописи, которые я записал, а впоследствии привёл в нижеследующий вид. Что касается до самого автора этих древних строф, то, по сообщению владельца рукописи, он жил около 950 года, вероятнее всего, в Хорассане» и исповедовал суфизм, учение столь же древнее, как исламизм.

## Содержание
«Строфы Нирузама» были изданы таким образом, чтобы могло создаться впечатление о подлинности древней рукописи и её «вольного» перевода: с этой целью «воспроизводилась» структура, строфика и дефектные места. В издании 1901 года было заявлено 206 пронумерованных строф (стихотворений), однако в нём содержалось лишь 168 стихотворений, а на месте остальных 38 строф находились точки или тире. Издатель объяснял, что это было вызвано тем, что пропущенные стихи «настолько пострадали от времени, что их либо нельзя было разобрать, либо они представляли собой фрагменты». Сначала к книге отнеслись как к подлинному переводу, её появление вызвало интерес у читающей публики и одобрение в критических статьях, где, по некоторым сведениям, «серьёзно разбирались достоинства и недостатки стихов персидского поэта». Однако позже заметили, что имя Нирузам — это «перевёртыш» фамилии Мазурин, которая при прочтении справа налево (псевдоним-палиноним) приобретает восточное звучание.
После этого стихи стали считать искусной стилизацией под восточную поэзию, их называли подделкой, обманом, литературной мистификацией. И только много позже было установлено, что сборник составлен из переводов Омара Хайяма и подражаний ему. Советский литературовед, исследователь псевдонимов Валентин Дмитриев писал, что стихи были сочинены Мазуриным и не имели восточного происхождения. «Ни содержание, ни форма стихов, написанных в стиле Саади и Хафиза, не давали повода заподозрить обман», — писал он. Это мнение было опровергнуто литературоведами Зинаидой Ворожейкиной и Азимом Шахвердовым в статье «Вернёмся к одной литературной мистификации» (1982). Они пришли к выводу, что в «строфах Нирузама» содержится перевод 110 рубаи Омара Хайяма и обосновали то, что в основе мистификации Мазурина положена одна из рукописей знаменитого персидского поэта XI века. По мнению Ворожейкиной и Шахвердова, книга, «имевшая, как сообщают критики, заметный успех у читателей, составила примечательное явление русской литературной жизни начала XX века как первый опыт издания сборника русских стихотворных переводов Омара Хайяма, хотя имя поэта и не было названо». Также они пришли к выводу, что 98 стихотворений из книги 1901 года представляют собой вольные переводы и переложения четверостиший Хайяма, в некоторых случаях вариации на его темы. Некоторые из строф совмещают в себе темы и мотивы из нескольких стихотворений Хайяма. В общей сложности «Строфы Нирузама» основываются на тексте 110 четверостиший Хайяма. По наблюдению Ворожейкиной и Шахвердова, Мазурин вольно отнёсся к форме «персидского четверостишия — рубай, жанра чрезвычайно лаконичного, построенного в своей классической модели как логический трёхчлен и отличающегося литой афористичностью. Темы стихов Омара Хайяма переложены русским стихом пространно, однако строфы поддаются точной идентификации с четверостишиями Хайяма».